# Бертран, Анри Гасьен
Граф Анри́ Гасье́н Бертра́н (фр. Henri Gatien Bertrand; 28 марта 1773, Шатору, — 15 января 1844, там же) — дивизионный генерал, адъютант Наполеона.

## Биография
Анри Гасьен Бертран родился 28 марта 1773 года в Шатору. Родители предполагали его к гражданской службе, но революция расстроила эти планы.
Увлечённый желанием сделаться воином, Бертран вступил в инженеры и прошёл курс наук в школе военных инженеров в Мезьере, по окончании которой сражался на Пиренейском театре первой коалиционной войны. В 1797 году он находился в составе посольства, назначенного в Константинополь.
Из Турции Бертран последовал за Бонапартом в Египет, с отличием участвовал в битве у Пирамид и был легко ранен в Абукирском сражении. 16 сентября 1800 года Бертран получил чин бригадного генерала и с 21 марта того же года командовал Александийской крепостью.
В Булонском лагере Наполеон имел новый случай оценить военные достоинства Бертрана, который с того времени постоянно сопутствовал Наполеону, как во всех блистательных его походах, так и в несчастье.
В начале кампании 1805 года, вместе с маршалом Мюратом, был направлен с разведывательной миссией в Баварию. В кампании 1806 года в Пруссии он находился в сражении при Иене и Ауэрштедте. В том же году Бертран отличился взятием крепости Шпандау; в 1807 участвовал в сражениях у Прейсиш-Эйлау и под Фридландом. 30 мая 1807 года за отличие произведён в дивизионные генералы и в марте 1808 года получает графский титул Французской империи.
В Австрийской кампании 1809 года командовал инженерными частями Армии Германии. Подготовил переход французских войск на левый берег Дуная перед Аспернским сражением и принимал деятельное участие в сражении под Ваграмом.
Война 1812 года в России представила ему столько случаев выказать свои военные дарования, что Наполеон наградил его титулом графа и при отступлении Великой армии дал в командование 4-й корпус.
В 1813 году он действовал также в сражениях при Люцене и Бауцене, и по смерти Дюрока, при Рейхенбахе, назначен великим маршалом императорского дворца. После перемирия он находился при Удино, и участвовал в сражении при Денневице.
В битве народов под Лейпцигом Бертран защищал с отличной храбростью и искусством важные дефиле у Линденау против атак австрийцев Гиулая, в тылу французской армии, и потом, прикрывая её отступление, овладел Вайсенфельсом и мостом на Зале, а после боя под Ханау некоторое время держался у Майнца.
В продолжении войны 1814 года он находился постоянно при Наполеоне, присутствовал при отречении его от престола в Фонтенбло, и последовал за ним на остров Эльбу.
Возвратившись во Францию, он сражался в кампании Ста дней, а потом со всем своим семейством, сопутствовал ему на остров Святой Елены.
После вторичного восстановления Бурбонов, Бертран, в 1816 году, был приговорён к смерти; но когда, после кончины Наполеона, снова приехал во Францию, в 1821 году, король отменил этот приговор, и возвратил ему чины, награды и достоинства.
После июльской революции 1830 года Бертран возглавил Политехнический институт и от департамента Эндр заседал в палате депутатов. В 1836—1840 годах Бертран был губернатором Мартиники.
Его жена, Элизабет Франсуаза, была дочерью Артура Де Дийона, дивизионного генерала, имя которого выбито на Триумфальной арке в Париже.
Анри Гасьен Бертран умер 15 января 1844 года в Шатору. Впоследствии его имя было выбито на Триумфальной арке в Париже.

## Образ в литературе и кино
- «Святая Елена, маленький остров» — повесть Марка Алданова (1921)
- «Наполеон на острове Святой Елены[нем.]» (немой, Германия, 1929) — актёр — Филипп Эриа
- «Святая Елена, маленький остров[итал.]» (Италия, 1943) — актёр Луиджи Чимара[итал.]
- В фильме «Наполеон: путь к вершине» (Франция, Италия, 1955) роль Бертрана сыграл актёр Жан Маршат[фр.]
- «Ватерлоо» (Италия, СССР, 1970) — актёр Борис Молчанов
- Роль Бертрана в польско-французском историческом художественном фильме «Узник Европы», снятом в 1989 году режиссёром Ежи Кавалеровичем по одноименной повести Юлиуша Данковского, сыграл актёр Дидье Фламан.